# Jan Minsterbersko-Olešnický
Jan Minsterbersko-Olešnický též jen Minsterberský či Olešnický (4. listopadu 1509, Olešnice – 28. února 1565 tamtéž) byl kníže minsterberský (1542–1565), kníže olešnický (1548–1565), kníže bernštatský (1548–1565) z rozrodu pánů z Poděbrad.

## Životopis
Jeho otcem byl minsterberský kníže Karel I. Minsterberský a matkou byla Anna Zaháňská. 
V Minsterbersko-olešnickém knížectví vládl Jan spolu se svými bratry Jáchymem, Jindřichem II. a Jiřím II. V roce 1542 byli bratři nuceni zastavit z finančních důvodů Minsterberské knížectví Friedrichu II. Lehnickému. V roce 1559 Jan knížectví vykoupil a získal jej do svého vlastnictví. Později připadlo knížectví českému králi. 
Jan také zahájil přestavbu olešnického zámku, byl mecenášem umění. Byl horlivý protestant. 
Jan Minsterbersko-Olešnický zemřel v Olešnici dne 28. února 1565 a byl pohřben v tamním kostele.

### Manželství a potomstvo
Jan Minsterberský byl dvakrát žeat. Poprvé se oženil v roce 1536 s Kristýnou Kateřinou Šidloveckou a z jejich manželství se narodil syn a dědic Karel Kryštof.
V roce 1561 se podruhé oženil, jeho manželkou se stala Markéta Brunšvicko-Wolfenbüttelská.